# تجربة منصة الهروب 2
تجربة منصة الهروب-2 كانت ثاني تجربة للهروب من مركبة أبولو الفضائية، تمت في 29 يونيو 1965.

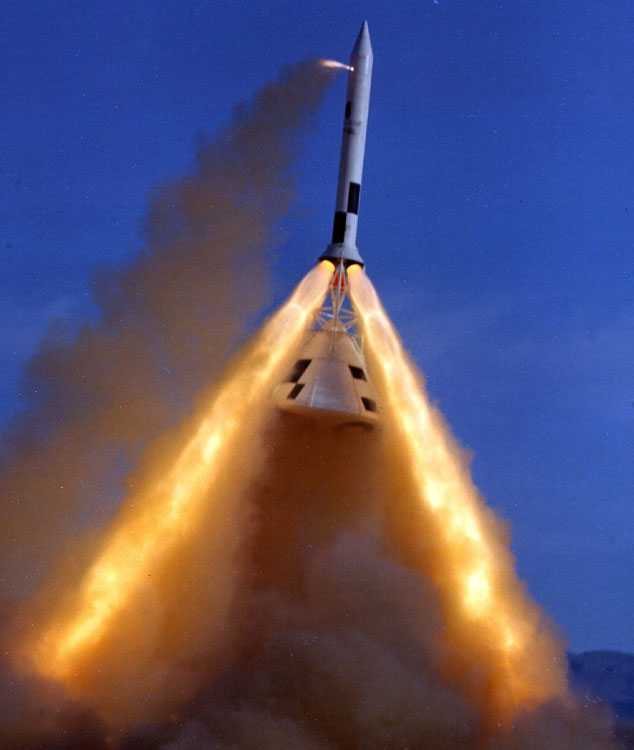
نظام إطلاق الهروب لمركبة أبولو

## الأهداف
تجربة منصة الهروب-2 أو صاروخ إنقاذ رواد الفضاء هي المهمة الخامسة من بعثات أبولو الستة غير المأهولة. أجريت هذه المهمة لاختبار نظام إطلاق الهروب ( Launch Escape System (LES و الذي يوفر الإنقاذ الآمن لطاقم أبولو في حالات الخطر وعدم عمل ساتورن 5 بأمان. هذه المهمة كانت الاختبار الثاني نظام إطلاق الهروب ، بدأت عملية الهروب في هذه المهمة من منصة الإطلاق.

## تجارب مشابهة
أجرت ناسا تجاربا مشابهة أخرى لنفس الغرض وإنقاذ رواد الفضاء عند حدوث خطر أثناء الإقلاع . تلك التجارب ممثلة في أي-001 وأي-002 وأي-003 وأي-004 بين الأعوام 1963 و 1965 .

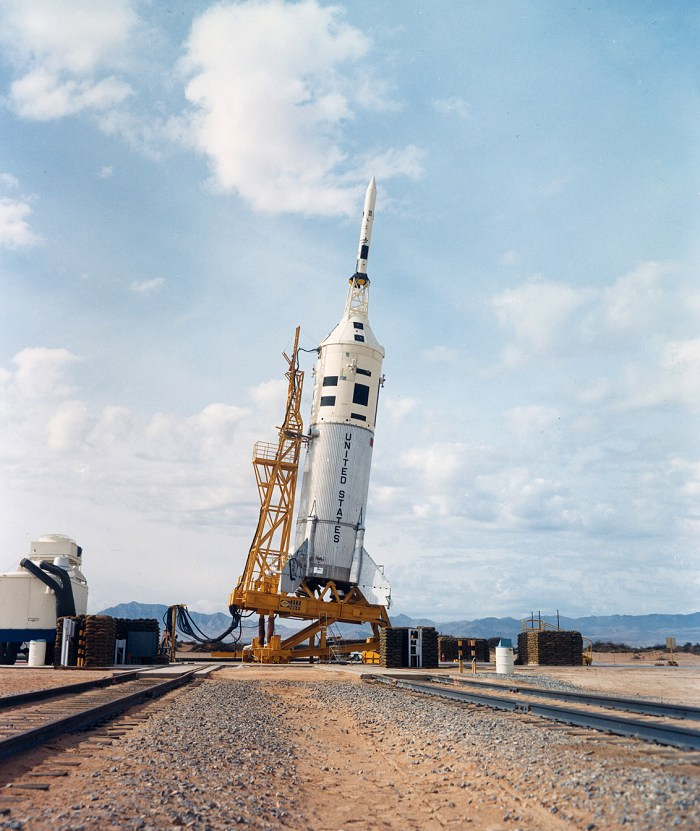
ليتل جو 2 قبل اجراء الإطلاق للتجربة أي-004. من أعلى إلى أسفل: صاروخ الإنقاذ، كبسولة القيادة (قمعية الشكل) ، ووحدة الخدمة (بيضاء)، صاروخ ليتل جو 2 (أزرق فاتح). الغرض هو انقاذ الكبسولة و حياة رواد الفضاء.

## اقرأ أيضا
- أبولو 8
- أبولو 10
- أبولو 11
- أبولو 16
- أبولو 17
- نيل أرمسترونج
- بز ألدرن
- مايكل كولينز
- القوة g

## وصلات خارجية
- The Apollo Spacecraft: A Chronology نسخة محفوظة 9 ديسمبر 2017 على موقع واي باك مشين.
- Apollo Program Summary Report
- Flight Test Report Apollo Mission Pad Abort 2 - September 1965 (PDF)